# Kündigungsschutzklage
Der Kündigungsschutz im Arbeitsrecht wird in Deutschland durch eine Kündigungsschutzklage beim zuständigen Arbeitsgericht verfolgt. Die Klage muss spätestens drei Wochen nach Zugang der schriftlichen Kündigung erhoben werden, da die Kündigung sonst als wirksam gilt § 4, § 7 KSchG (materielle Präklusion). Das gilt auch im Fall einer Wiederholungskündigung. Eine nachträgliche Zulassung der Klage ist nur unter sehr engen Voraussetzungen möglich. Die Klage ist auf Feststellung des Fortbestehens des Arbeitsverhältnisses in dem Zeitpunkt des Zuganges der Kündigung gerichtet. Die große Mehrzahl aller Kündigungsschutzprozesse enden durch Vergleich, bei dem einvernehmlich das Arbeitsverhältnis bei Zahlung einer Abfindung beendet wird. Die Wirksamkeit einer Kündigung wird unter allen rechtlichen Gesichtspunkten und insbesondere an den Vorgaben des Kündigungsschutzgesetzes (KSchG) vom Arbeitsgericht überprüft, soweit sich die klagende Partei auf rechtlich relevante Unwirksamkeitsgründe beruft. Das Gesetz spricht von der „sozialen Rechtfertigung“ der Kündigung.

## Klageschrift
Eine Klageschrift zur Erhebung einer Kündigungsschutzklage muss mindestens:
- das angerufene Gericht bezeichnen,
- den Kläger und den Beklagten angeben,
- einen Antrag enthalten (nach § 4 Satz 1 KSchG muss der Antrag auf die Feststellung gerichtet sein, „dass das Arbeitsverhältnis durch die Kündigung nicht aufgelöst ist“. Ein (nur) dem Gesetzeswortlaut entsprechender Klageantrag ist hinreichend bestimmt i. S. d. § 253 Abs. 2 Nr. 2 ZPO[1]),
- die klagebegründenden Tatsachen enthalten.

Sie kann schriftlich eingereicht oder zu Protokoll der Geschäftsstelle erklärt werden; vor den Arbeitsgerichten erster Instanz herrscht kein Anwaltszwang.

## Prüfungsumfang
Das Gericht prüft die soziale Rechtfertigung der Kündigung nach den Kriterien des Kündigungsschutzgesetzes, sofern dieses auf den Betrieb und das Arbeitsverhältnis anwendbar ist, sowie Unwirksamkeitsgründe anderer Natur, etwa Mangel der Schriftform oder Verstoß gegen ein vertragliches, tarifliches oder in einer Betriebsvereinbarung geregeltes Kündigungsverbot. Bei einer außerordentlichen Kündigung wird ferner geprüft, ob ein wichtiger Grund im Sinne von § 626 BGB vorlag. Sämtliche Unwirksamkeitsgründe müssen aber von der klagenden Partei geltend gemacht werden, das Gericht prüft diese nicht von sich aus, es gilt der Beibringungsgrundsatz.
Dringt die klagende Partei mit ihren Rügen, d. h. der formellen Beanstandung oder Kritik an der Rechtmäßigkeit der Kündigung, durch, so ist die Kündigung unwirksam und das Vertragsverhältnis bleibt unverändert bestehen. Sofern zwischenzeitlich die Kündigungsfrist abgelaufen ist, befindet sich der Arbeitgeber regelmäßig in Annahmeverzug und muss die Vergütung rückwirkend gewähren, als ob gearbeitet worden wäre.
Im Regelfall wird der klagende Arbeitnehmer auch einen Weiterbeschäftigungsantrag stellen, denn obsiegt er in erster Instanz, hat er einen richterrechtlich begründeten einstweiligen Weiterbeschäftigungsanspruch bis zum rechtskräftigen Abschluss des Verfahrens.
Maßgebend für die Wirksamkeit der Kündigung sind die Verhältnisse, die bei Ausspruch der Kündigung bestanden haben. Wie bei allen Gestaltungsrechten beurteilt sich die Wirksamkeit der Kündigung ausschließlich nach den Verhältnissen zum Zeitpunkt des Zugangs der Erklärung beim Empfänger. War eine betriebsbedingte Kündigung zu diesem Zeitpunkt gerechtfertigt und ändert sich die Situation des Unternehmens innerhalb der Kündigungsfrist dergestalt, dass eine Weiterbeschäftigung nunmehr möglich erscheint, führt dies nicht zur Unwirksamkeit der Kündigung; der Arbeitnehmer kann in diesem Fall jedoch einen Wiedereinstellungsanspruch haben.

## Änderungskündigung
Mit der sogenannten Änderungsschutzklage kann auch die Wirksamkeit einer Änderungskündigung angegriffen werden. Der Arbeitnehmer kann die Änderungskündigung – fristgebunden – unter dem Vorbehalt annehmen, dass die Änderungen nicht sozial ungerechtfertigt sind, § 2 KSchG. Dann besteht kein Risiko, den Arbeitsplatz zu verlieren. Er muss aber nach Ablauf der Kündigungsfrist zunächst zu den neuen Bedingungen arbeiten.
Das Gericht prüft die soziale Rechtfertigung jeder einzelnen Änderung und andere Unwirksamkeitsgründe wie bei der Kündigungsschutzklage. Fehlt sie (auch nur für eine einzelne Vertragsänderung, und sei es die nebensächlichste), ist die gesamte Änderungskündigung sozial nicht gerechtfertigt. Der Arbeitnehmer hat dann einen Weiterbeschäftigungsanspruch zu unveränderten Vertragsbedingungen. Ist die Änderungskündigung dagegen sozial gerechtfertigt, verliert also der Arbeitnehmer den Prozess, muss er zwar zu den geänderten Bedingungen weiterarbeiten, behält aber seinen Arbeitsplatz, wenn er den Vorbehalt erklärt hat. Andernfalls wird aus der Änderungskündigung eine Beendigungskündigung.